# Melomys arcium
Melomys arcium es una especie de roedor de la familia Muridae.
Son roedores de pequeño tamaño, con una longitud de cabeza a grupa de 138 mm y una cola de 127 mm. Esta especie es endémica de la isla Rossel, en la Nueva Guinea sudoriental, aunque podría haber vivido y extinguido en otras islas. El último ejemplar de esta especie se vio en 1956, pero su hábitat natural sigue en buenas condiciones.